# Baranowo (województwo kujawsko-pomorskie)
Baranowo – wieś w Polsce położona w województwie kujawsko-pomorskim, w powiecie inowrocławskim, w gminie Kruszwica.

## Podział administracyjny
W latach 1975–1998 miejscowość administracyjnie należała do województwa bydgoskiego.

## Demografia
Według Narodowego Spisu Powszechnego (III 2011 r.) wieś liczyła 93 mieszkańców. Jest 41. co do wielkości miejscowością gminy Kruszwica.